# Eduard Feldner
Karl August Eduard Feldner (* 1817; † 30. August 1874 in Detroit) war ein deutscher Politiker und Pädagoge.

## Leben und Karriere
Er war von 1842 bis 1849 Lehrer der nach ihm benannten Eduard-Feldner-Schule in Hainichen. Er war Gründer des Turnvereins (1846) und der Vaterlandsvereine (1848). Er war Mitglied der Fortschrittspartei und wurde 1848 in den sächsischen Landtag gewählt. Nach der Niederschlagung der Revolution von 1848/1849 musste er Sachsen verlassen, beteiligte sich an den Kämpfen in Baden und der Pfalz. Schließlich emigrierte er in die Vereinigten Staaten und leitete in Detroit das deutsch-amerikanische Seminar.